# Corrente de e-mail
Corrente de e-mail é o evento que ocorre quando um e-mail que é enviado para diversos conhecidos ao mesmo tempo e que são, eventualmente, repassadas adiante podendo se espalhar em ritmo exponencial a milhares ou até milhões de pessoas.
Muitas vezes essas correntes são confundidas com spam, pela característica de "e-mail em massa", porém se diferenciam pelo fato de que as correntes são enviadas em geral por conhecidos que enviam sem o intuito de fazer propaganda de algo. Embora sejam poucas as pessoas que repassam estas mensagens, as correntes costumam a se espalharem em progressão geométrica.
As correntes, de forma geral, podem ser também aplicadas em comunicadores instantâneos como o ICQ ou MSN Messenger.
Nos Estados Unidos, as correntes de letras que solicitam dinheiro ou outros itens de valor e prometem um retorno substancial aos participantes (como o infame esquema "Make Money Fast") são ilegais.

## Conteúdo
Tipicamente, correntes costumam veicular os seguintes conteúdos:
- Mídias de humor: textos, fotos, powerpoint, sons e/ou vídeos engraçados;
- Mensagens positivas de moral, amor ou amizade;
- Informativos, como um alerta de vírus; (muitas vezes falso)
- Crianças desaparecidas; (muitas vezes falso)
- Correntes místicas que seguem padrões semelhantes ao seguinte: "Envie para 10 amigos ou terás 10 dias de azar";
- Diversos tipos de golpes;
- Golpes que funcionam com o esquema em pirâmide;
- Divulgação de alguma empresa ou produto comercial;

A informação às vezes é modificada no caminho, como na brincadeira do telefone sem fio e, se o conteúdo é informativo, na maioria das vezes é falso. Portanto é melhor encarar algumas correntes como forma de entretenimento e ter muito cuidado e desconfiança com outras, principalmente nas que envolvem política ou dinheiro.
O conteúdo deste tipo de mensagens utiliza geralmente a manipulação emocional e intimidação, apelando às nossas superstições, medos ou fobias, principalmente pela ameaça de acontecimentos desagradáveis, caso a corrente seja quebrada. Apesar de o podermos encarar como forma de entretenimento, é no entanto um método para coleccionar endereços de correio electrónico para utilização em spam.